# 達奇內 (阿爾切夫斯克區)
48°40′50″N 38°42′16″E / 48.68056°N 38.70444°E
達奇内（烏克蘭語：Дачне）是位於烏克蘭東部的村莊，由盧甘斯克州阿爾切夫斯克區的卡迪伊夫卡市鎮負責管轄。該村始建於1867年，面積0.26平方公里，海拔高度73米，2001年人口26，人口密度每平方公里100人。